# Dorothy Stickney

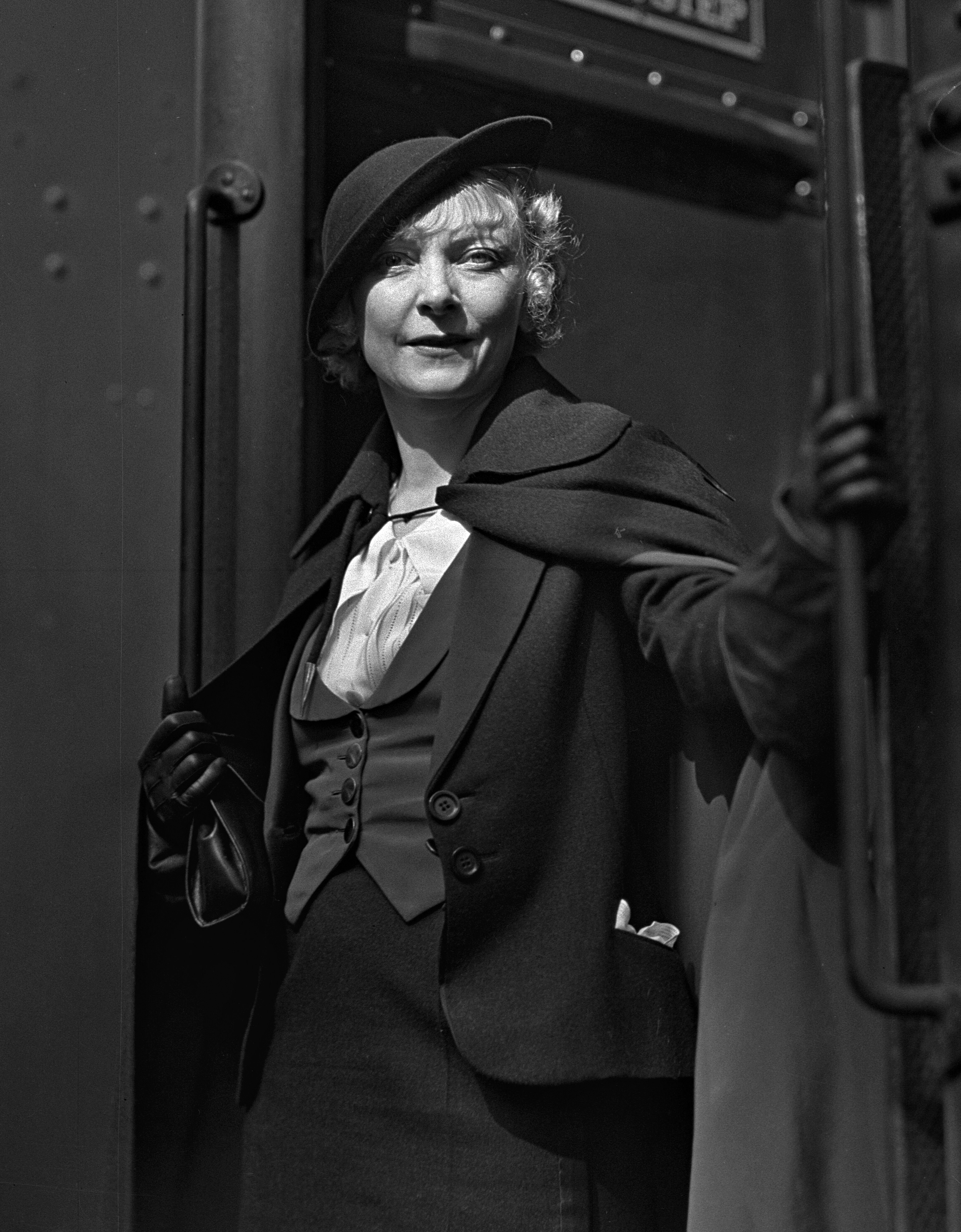
Dorothy Stickney (1934)

Dorothy Hayes Stickney (* 21. Juni 1896 in Dickinson, North Dakota; † 2. Juni 1998 in New York City) war eine US-amerikanische Schauspielerin.

## Leben
Dorothy Stickney wurde als Tochter eines Arztes geboren. Sie besuchte das La Salle Seminary in Auburndale, Massachusetts, und das St. Catherine’s College in Saint Paul, Minnesota. Anschließend studierte sie Schauspiel an der North Western Dramatic School in Minneapolis und spielte zunächst in Provinztheatern. In den 1920er Jahren kam sie nach New York City, wo sie ihre Schauspielkarriere weiter befördern wollte. Da sie anfangs jedoch so gut wie kein Engagement bekam, schrieb sie das Gedicht You’re Not the Type („Du entsprichst nicht dem Typ“), das später im Liberty Magazine veröffentlicht wurde.
Mit The Squall debütierte sie 1926 am Broadway, anschließend folgten regelmäßig große Theaterrollen. Am 13. August 1927 heiratete sie den Autor und Schauspieler Howard Lindsay. Die beiden standen fortan häufiger gemeinsam auf der Bühne und wurden schließlich zu einer festen Institution in der amerikanischen Theaterwelt. Stickney wurde besonders für ihre Darstellung von exzentrischen Charakteren bekannt. Einen seiner größten Erfolge hatte das Ehepaar ab 1939 mit der nostalgischen Komödie Life with Father, in denen Lindsay und Stickney die Hauptrollen von Mr. und Mrs. Day übernahmen. Das Stück, von Howard Lindsay als Co-Autor verfasst, brach viele Broadway-Rekorde und wurde 1947 verfilmt. Daneben spielte Stickney unter anderem die Molly Malloy, Geliebte eines zu Tode verurteilten Mannes, in der Uraufführung von Ben Hechts mehrfach verfilmter Komödie The Front Page.
Ihr Filmdebüt gab Stickney 1931 mit dem von Dorothy Arzner inszenierten Drama Working Girls und dem Drama My Sin von George Abbott. Auf der Leinwand blieb sie allerdings vor allem auf Nebenrollen beschränkt, so als psychisch auffällige Miss Bird im Horrorfilm Der unheimliche Gast (1944) oder als heiratswillige Witwe in der Komödie Mädchen ohne Mitgift (1956). Ab den 1950er Jahren folgten auch viele Auftritte im US-Fernsehen. Stickney blieb bis in die 1970er Jahre regelmäßig als Schauspielerin tätig, unter anderem 1973 im Broadway-Musical Pippin.
Stickney blieb bis zu dessen Tod am 11. Februar 1968 mit Howard Lindsay verheiratet, die Ehe blieb kinderlos. 1979 veröffentlichte sie mit Openings and Closings ihre Memoiren. Sie starb im Juni 1998 im Alter von 101 Jahren.

## Filmografie (Auswahl)
- 1931: My Sin
- 1931: Working Girls
- 1932: Wayward
- 1934: Das Phantom der Revue (Murder at the Vanities)
- 1934: The Little Minister
- 1936: Flucht in die Liebe (The Moon’s Our Home)
- 1936: And So They Were Married
- 1938: I Met My Love Again
- 1939: What a Life
- 1944: Der unheimliche Gast (The Uninvited)
- 1948: Miss Tatlock’s Millions
- 1949: The Ford Theatre Hour (Fernsehserie, eine Folge)
- 1951: Lights Out (Fernsehserie, eine Folge)
- 1952: Armstrong Circle Theatre (Fernsehserie, eine Folge)
- 1954: The Great Diamond Robbery
- 1955: Robert Montgomery Presents (Fernsehserie, eine Folge)
- 1956: Mädchen ohne Mitgift (The Catered Affair)
- 1956–1957: The Alcoa Hour (Fernsehserie, drei Folgen)
- 1956–1957: Alfred Hitchcock präsentiert (Alfred Hitchcock Presents, Fernsehserie, zwei Folgen)
- 1957: Cinderella (Fernseh-Musical)
- 1957: Goodyear Television Playhouse (Fernsehserie, eine Folge)
- 1957: General Electric Theater (Fernsehserie, eine Folge)
- 1959: Der ehrbare Bigamist (The Remarkable Mr. Pennypacker)
- 1962: Arsenic & Old Lace (Fernsehfilm)
- 1968: Certain Honorable Men (Fernsehfilm)
- 1970: Kein Lied für meinen Vater (I Never Sang for My Father)
- 1971: The Homecoming: A Christmas Story (Fernsehfilm)
- 1972: Norman Corwin Presents (Fernsehserie, eine Folge)